# Kerstin Schreyer

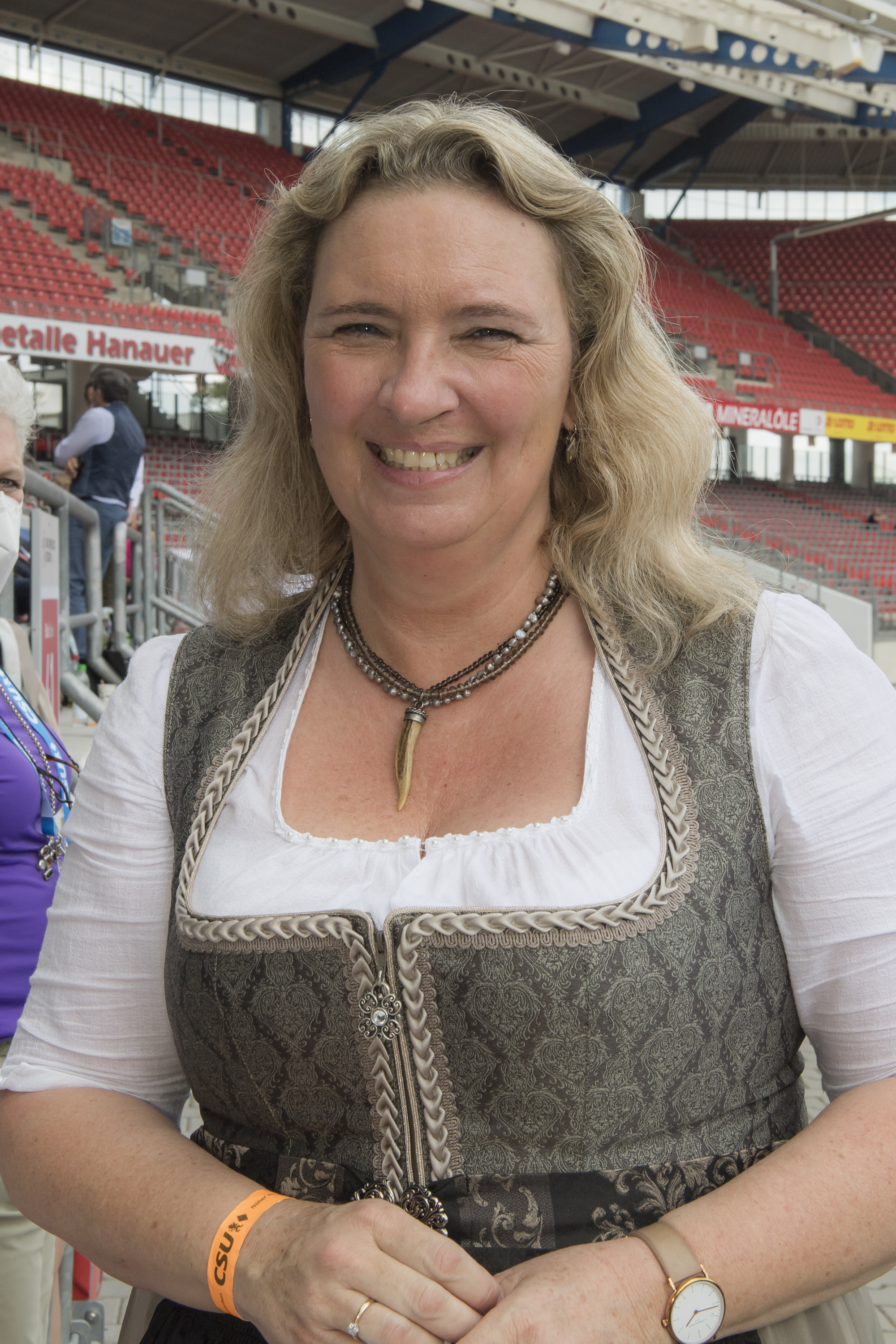
Kerstin Schreyer, 2021

Kerstin Schreyer, geschiedene Schreyer-Stäblein, (* 29. Juni 1971 in München) ist eine deutsche Politikerin (CSU). Seit Oktober 2008 ist sie Mitglied im Bayerischen Landtag. Sie war von März 2018 bis Februar 2020 Bayerische Staatsministerin für Familie, Arbeit und Soziales und von Februar 2020 bis Februar 2022 Bayerische Staatsministerin für Wohnen, Bau und Verkehr.

## Leben

### Ausbildung
Nach ihrem Abitur am Edith-Stein-Gymnasium in München im Jahre 1993 studierte sie von 1994 bis 1999 an der Katholischen Stiftungsfachhochschule für Sozialwesen. Für die Zeit von 1996 bis 1999 erhielt sie ein Stipendium der Hanns-Seidel-Stiftung. Das Studium schloss sie als Diplom-Sozialpädagogin (FH) ab. Von 2002 bis 2004 absolvierte sie eine Weiterbildung zur systemischen Therapeutin (DGSF).

### Beruf
Von 1988 bis 1999 war sie nebenberuflich im Wohnstift am Parksee in Unterhaching tätig. Anschließend leitete sie bis 2001 die Caritas-Tagesstätte für psychische Gesundheit. Seit 2000 war sie zudem in der Diakonie sowie als Sozialpädagogische Familienhilfe tätig. Von 2002 bis 2008 arbeitete sie im Bereich der Jugendhilfe und als Familientherapeutin.

### Familie
Kerstin Schreyer ist römisch-katholisch, geschieden und hat eine Tochter.

## Politik

### Partei
Von 1988 bis 1990 trat sie der Jungen Union, der Frauen-Union sowie der CSU bei und arbeitete in den verschiedenen Ortsvorständen mit. Von 1994 bis 2002 war sie zudem stellvertretende JU-Kreisvorsitzende im Landkreis München. 2003 trat sie in die Mittelstands-Union ein und war bis 2005 Schriftführerin im Kreisvorstand. Von 2004 bis 2008 war sie FU-Kreisvorsitzende im Landkreis München. Von 2011 bis 2019 hatte sie den Vorsitz der CSU-Familienkommission inne.

### Kommunalpolitik
Von 1996 bis 2006 war sie Gemeinderätin in Unterhaching, zwischen 2003 und 2008 Bezirksrätin und von 2003 bis 2007 Referentin für das Kinderzentrum München, Gesundheits- und Sozialausschuss. Seit 1996 gehört Schreyer dem Kreistag des Landkreises München an.

### Landtag

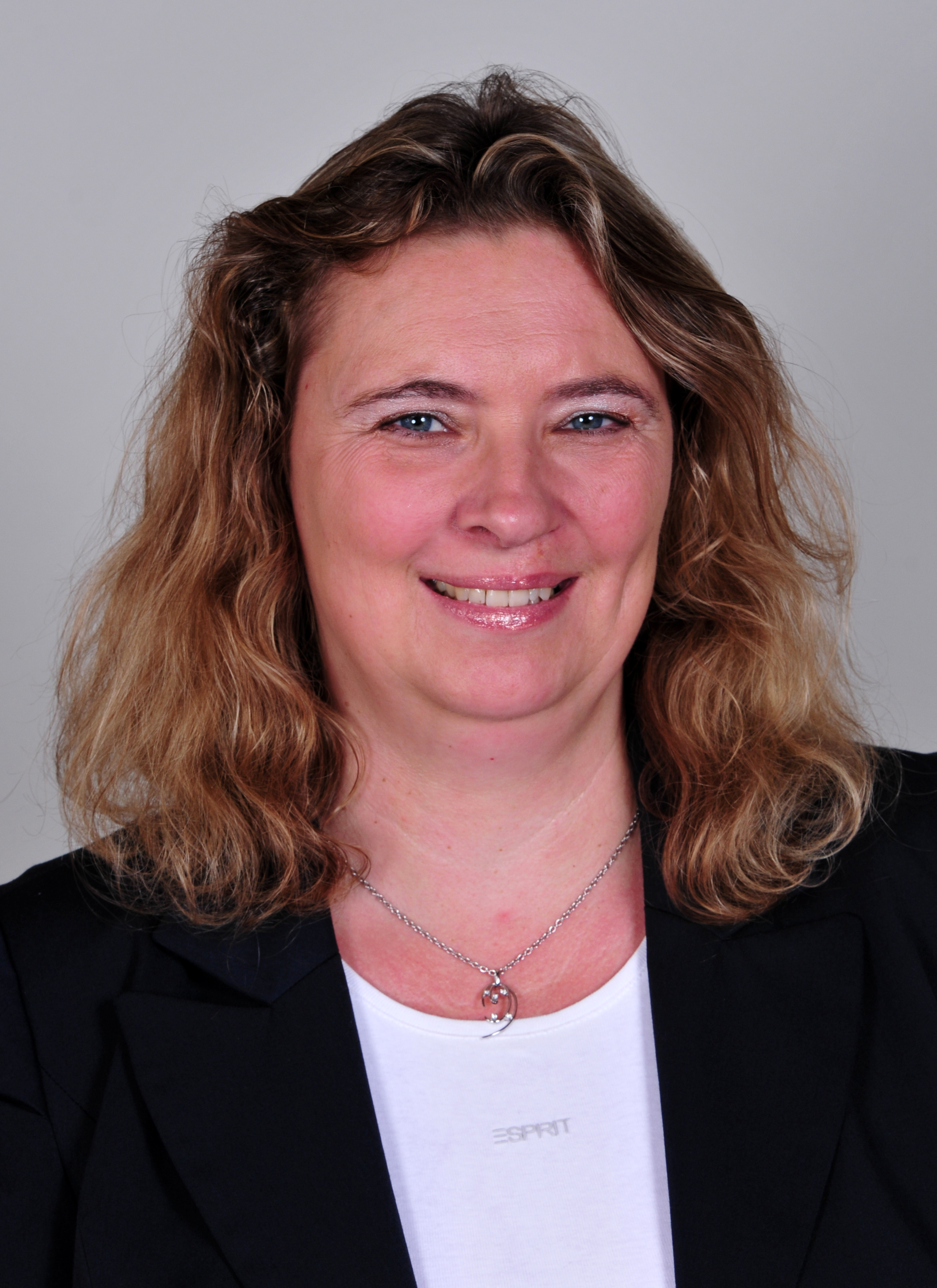
Kerstin Schreyer, 2012

Seit Herbst 2008 ist Kerstin Schreyer Landtagsabgeordnete. Sie gewann den Stimmkreis München-Land-Süd mit 39,2 % der Erststimmen. Sie wurde in den „Ausschuss für Bildung, Jugend und Sport“ und in den „Ausschuss für Eingaben und Beschwerden“ berufen. Im Jahr 2013 wurde sie mit 46,4 % der Erststimmen erneut in den Landtag gewählt. Bei der Landtagswahl am 14. Oktober 2018 wurde sie mit 32,2 % der Erststimmen wieder gewählt. Bei der Landtagswahl 2023 zog sie erneut in den Landtag ein.
Im Oktober 2013 wurde sie zur Stellvertretenden Fraktionsvorsitzenden der CSU im Bayerischen Landtag gewählt.
Am 16. März 2022 wurde sie zur neuen Vorsitzenden des Arbeitskreises Wirtschaft, Landesentwicklung, Energie, Medien und Digitalisierung und damit auch (bestätigt am 17. März) zur Vorsitzenden des Wirtschaftsausschusses im Bayerischen Landtag gewählt.

### Integrationsbeauftragte
Vom 1. März 2017 bis 21. März 2018 war sie Integrationsbeauftragte der Bayerischen Staatsregierung.

### Familien-, Arbeits- und Sozialministerin
Vom 21. März 2018 bis 6. Februar 2020 war sie Familien-, Arbeits- und Sozialministerin unter Ministerpräsident Markus Söder in der Bayerischen Staatsregierung. Sie gehörte damit auch dem am 12. November 2018 vereidigten Kabinett Söder II zunächst in dieser Funktion an.

### Ministerin für Wohnen, Bau und Verkehr
Am 6. Februar 2020 wurde sie als Ministerin für Wohnen, Bau und Verkehr ins Kabinett Söder II berufen und löste damit Hans Reichhart ab. Es gab eine Kontroverse um ihre Personalpolitik, die in der Süddeutschen Zeitung kritisiert wurde. Als Reaktion auf die Berichterstattung schrieb der Hauptpersonalrat des Bayerischen Staatsministeriums für Wohnen, Bau und Verkehr einen Brief an Markus Söder, in dem er sich hinter den von Schreyer angestoßenen Reformprozess stellte. Als ihre wichtigsten Themen bezeichnete sie die Wohnraumförderung, den Ausbau des ÖPNV und die Ertüchtigung und Wiederbelebung der Innenstädte und Ortszentren. Am 23. Februar 2022 wurde sie von Christian Bernreiter abgelöst.